# Сала
Вижте пояснителната страница за други значения на Сала.
Сала (на шведски: Sala) е град в централна Швеция, лен Вестманланд. Главен административен център на едноименната община Сала. Намира се на около 150 km на северозапад от столицата Стокхолм и на 37 km на север от Вестерос. Получава статут на град през 1624 г. ЖП възел, има летище. Населението на града е 12 289 жители според данни от преброяването през 2010 г.
От 1510 г. в Сала се добива сребърна руда.